# Pirotehnika
Pirothenika je znanost in obrt ustvarjanja ognjemetnih objektov, varnostnih vžigalnikov, svečk, eksplozivnih objektov, delov zračnih blazin ter plinskih eksplozij v rudarstvu, kamnoseštvu ter demoliciji. Sloni na eksotermnih kemijskih rekacijah, ki ustvarijo toploto, svetlobo, dim, pline in/ali zvočne efekte. Pojem izhaja iz starogrških besed pyr ('ogenj') in tekhnikos ('umetnost ustvarjanja'). Ljudje, ki skrbijo za varno hrambo, upravljanje in delovanje pritoehničnih naprav se imenujejo pirotehniki.
Pirotehnični izdelki za splošno rabo se v Sloveniji delijo na dva razreda, ki prinašata določene zakonske omejitve. V 1. razred pirotehničnih izdelkov spadajo ti. 'pasje bombice', iskrične sveče in druge oblike manj nevarnih priotehničnih naprav. V 2. razred pirotehničnih naprav pa spadajo ognjemetne baterije, rakete, rimske sveče ter petarde.